# Jeon Ok
 (août 2023).
Si vous disposez d'ouvrages ou d'articles de référence ou si vous connaissez des sites web de qualité traitant du thème abordé ici, merci de compléter l'article en donnant les références utiles à sa vérifiabilité et en les liant à la section « Notes et références ».
Dans ce nom coréen, le nom de famille, Jeon, précède le nom personnel.
Jeon Ok (전옥, 全玉), née le 2 avril 1911 et décédée le 22 octobre 1969, est une actrice et chanteuse coréenne. Elle est surnommée « la reine des larmes » à cause de son talent pour jouer les rôles tragiques.

## Biographie
Jeon Ok est née sous le nom de Jeon Deok-rye (전덕례, 全德禮)  le 2 avril 1911 à Hamhung dans le nord du pays alors que la Corée venait d'être annexée par le Japon. À 15 ans, son frère la fait entrer dans l'industrie cinématographique. Elle obtient son premier rôle en 1927 dans « Jal itgeora » (잘 있거라), un film de Na Woon-gyu. Sa popularité s'accroit après qu'elle a obtenu un grand rôle dans « Arirang Gogae » (아리랑고개), produit par Towolhae. Après la disparition de cette compagnie, elle passe à la Joseon Yeongeuksa en 1930. Jeon était célèbre pour ses monologues ainsi que pour ses prestations dans les tragédies qui faisaient pleurer les spectateurs. C'est ainsi qu'elle a été appelée « la reine des larmes » ou encore « la reine de la tragédie ».
Jeon Ok s'est mariée avec Kang Hong-shik, un acteur. C'est le premier couple de l'histoire du cinéma coréen. Leurs filles, Kang Hyo-shil et Kang Hyo-son, seront également actrices. Après leur divorce et la libération, Kang Hong-shik et Kang Hyo-son font carrière en Corée du Nord tandis que les deux autres femmes jouent en Corée du Sud. Jeon Ok se remarie avec Choe Il, l'ex-entraineur du club de football de Pyongyang. Elle meurt à Séoul à l'âge de 58 ans de maladies chroniques et d'insuffisance rénale. Elle est également la grand-mère de l'acteur Choi Moo-ryong.

## Filmographie
- À la recherche du paradis (Nag-won-eul chajneun mulideul)
- Jal issgeola (잘 있거라, 1927)
- Ok-nyeo (옥녀, 1928)
- À la recherche de l'amour (사랑을 찾아서, 1929)
- À des kilomètres du bonheur (복지만리)
- L'escadron suicide du mirador (Manglu-ui gyeolsadae)
- M. Soldat (병정님, 1944)
- La vague de l'amour (Aejeongpado)
- La jeunesse perdue (Ilh-eobeolin cheongchun)
- Une nuit au port (Hanggu-ui il-ya, 1957)
- Chunhyangjeon
- La nuit de la neige qui tombe (Nunnalineun bam)
- Un rêve vide (Hwaryuchunmong)
- Les larmes (Nunmul, 1958)
- La berceuse (Jajangga, 1958)
- Les larmes de Mokpo (Mokpo-ui nunmul)
- Hanmalpungungwa Minchungjeonggong (1959)
- Termes de mariage (Gyeolhonjogeon)
- Une femme superbe (Areumdaun Yeoin)
- Les étoiles sans nom (Ireumeomneun Byeoldeul)
- Le renouveau (Jaesaeng)
- Sur la colline (Jeo eondeog-eul neom-eoseo, 1960)
- Le prince Yeonsan (1961)
- Un cri triste (Bulleodo Daedab-eomneun Ireumi-yeo)
- L'amour maternel (Moseong-ae)
- Heukdu-geon
- Ma vieille femme jalouse (Gangjasodong, 1963)
- Bongnyeo et le roi Cheoljong (Cheoljonghwa Bongnyeo)
- Le riz (Ssal)
- Les funérailles à la Koryo (Goryeojang, 1963)
- Pour mon mari (Mangbuseok)
- Ne pleure pas, l'oiseau (Uljimara Mulsae-ya)
- Ma femme se confesse (Anaeneun Gobaekhanda)
- Regarde seulement ce que nous faisons (Dugoman Bose-yo)
- La Guerre sino-japonaise et l'héroïque reine Min (Cheong-iljeonjaenggwa yeogeol Minbi)
- La porte du corps (Yukche-ui Mun)
- Mapo Saneun Hwangbuja
- Le mort et le vivant (Jugeun Jawa San Ja)
- Le moulin (Mullebanga)
- La montagne (San, 1967)
- Le roi voyageur (Nageune Imgeum)
- Une fleur de pêcher céleste (Cheondohwa)
- Un homme dans le crépuscule (Hwanghonui Geomgaek, 1967)
- La deuxième femme (Huchwidaeg)
- La femme dans la suite Deluxe (Teughosil yeojasonnim)